# Parque nacional de Djebel Aissa
Parque nacional de Djebel Aissa (en árabe:جبل عيسى) es un espacio protegido de los Atlas del Sahara hacia el oeste del país africano de Argelia. Fue creado en 2003 y cubre una superficie de 24 400 hectáreas. Es parte de la Wilaya de Naâma. El parque en cuestión es de particular importancia en la conservación del ecosistema de la región de las Tierras altas del oeste, amenazadas por el fenómeno de la desertificación y la invasión de arena.